# 泰裔香港人
泰裔香港人是指居住在香港的泰裔人士，是香港人口較少的族群，也是全球泰國移民的一小部分。九龍城集中了相當多的泰國菜館。香港泰國人集中地位於九龍城，觀塘及新界區的大埔

## 移民歷史
從1970年代開始，香港一些男子有娶居住在九龍城的泰籍婦女的趨勢。然而，他們移民的理由不僅僅是婚姻。從歷史上看，泰國既有高女性勞動力參與，也有移民史。泰國人從事移民的目的通常是尋求專業技能，更好的土地或提高家庭資源。 此外，在1990年代，亞太地區的勞動力需求因亞太地區的政治局勢而增加，因為香港被認為比中東“更安全”，因此更多的婦女在這里工作。泰國華人也在1980年代到1990年代期間移居到香港。
根據香港人口普查，泰國是香港人口在過去十年下降的少數少數族裔人士之一。2001年人口普查記錄為14,342人，佔非中國人口總數343,950人的約4.2％。2006年香港人口普查報告了11,900人，佔非中國人口總數342,198人的3.5％。2011年香港人口普查記錄了11,213泰國人，佔非中國人口總數451,183人的2.5％左右。
泰國政客也經常飛往香港，與流亡的前總理他信其胞妹英祿會面。

## 就業
根據2006年人口普查報告，香港的泰國勞動力大約有7,414人，71.9％的勞動人口是家庭傭工，入息中位數為4,000元。然而，印傭正在取代泰傭，因為後者的工資要求較低，而且他們說粵語的能力較高。失去這兩個優點，使泰傭不能佔領香港家庭傭工的主流市場。香港家庭傭工的最低工資在2005年為3,270港元，由3,670港元調低；工資的額外徵稅應由雇主支付，但泰國勞工部2005年報告說，雇主經常強迫僱員支付這筆徵稅。
其他常見的職業包括清潔工，服務員，理髮師和銀行官員。香港的少數泰國人是商人和投資者，如陳有慶和陳智思父子，泰國在香港的直接投資在1996年達到高峰，然後由於1997年亞洲金融風暴而下降。

## 節日和宗教
大部分泰裔香港人也信仰上座部佛教在香港，共有四座上座部佛教寺廟，分別位於元朗牛潭尾、十八鄉順山新村、屯門及下白泥、大埔等地。泰國人在4月13日至15日在“潑水節”慶祝他們的新年。根據泰國曆法，4月13日是舊年的結束，而4月15日是新年的開始。4月14日通常被視為新來年的準備。在這個節日，將有通過彼此潑水慶祝。它意味著洗去差運氣，歡迎好運，前景和幸福。他們還在他們的臉上放了一些沐浴粉，這傳統上意味著保護他們的皮膚。在最接近宋干節的星期日，其中一些人在寺廟中慶祝，而居住在九龍城的大多數泰國人沿著打鼓嶺道行進，沿啟德道行進，並連續潑水一個小時。